# Desmidorchis adenensis
Desmidorchis adenensis är en oleanderväxtart som först beskrevs av Albert Deflers, och fick sitt nu gällande namn av Meve och Liede. Desmidorchis adenensis ingår i släktet Desmidorchis och familjen oleanderväxter. Inga underarter finns listade i Catalogue of Life.